# Il mostro di sangue (film 1959)
Il mostro di sangue (The Tingler) è un film del 1959 diretto da William Castle e interpretato da Vincent Price.

## Trama
Un medico scopre come la morte per paura venga determinata da un organismo mostruoso che si forma nella schiena in seguito a un forte shock, spezzando la spina dorsale della vittima. Isolato il "tingler" nel corpo di una donna morta, il medico sospetta che a provocarne il decesso sia il marito, un operatore cinematografico che l'ha terrorizzata.

## Percepto

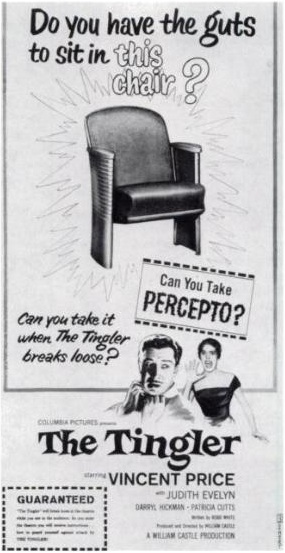
Poster promozionale del film.

Il regista Castle appare brevemente nella scena d'apertura del film, avvertendo gli spettatori che "alcune sensazioni psichiche sarebbero state anche fisiche"; infatti, nelle sale dove si proiettava il film, su iniziativa del regista, era stato installato il sistema chiamato "Percepto". Alcune delle poltroncine erano state dotate di piccoli vibratori elettrici che, in determinati momenti della proiezione, venivano attivate spaventando gli spettatori, contemporaneamente alle scene clou del film. I motorini provenivano da surplus di materiale aeronautico e facevano parte dei sistemi antighiaccio montati sulle ali degli aeroplani.
Ecco il dialogo originale di Castle da questo prologo:
(William Castle, introduzione al film Il mostro di sangue)